# Pere Bohigas
Pere Bohigas (* 20. Februar 1901 in Vilafranca del Penedès; † 27. Februar 2003 in Barcelona) war ein spanischer Bibliothekar, Romanist und Katalanist.

## Leben und Werk
Bohigas wurde 1925 von der Universität Barcelona promoviert mit der Arbeit Los textos españoles y gallego-portugueses de la Demanda del santo grial und lehrte (nach weiteren Studienaufenthalten in Paris und England) an der Universität und an der Bibliothekarsschule Paläografie. Er war von 1941 bis 1971 Leiter der Manuskriptabteilung der Katalanischen Bibliothek (Biblioteca de Catalunya) in Barcelona. Von 1962 bis 1989 war er Präsident der Philologischen Abteilung des Institut d’Estudis Catalans. Er war Mitglied der Acadèmia de Bones Lletres de Barcelona und wurde 1990 mit dem Creu-de-Sant-Jordi-Preis ausgezeichnet.

## Werke
- El libro español. Ensayo histórico, Barcelona, Gustavo Gili, 1962.
- Aportació a l'estudi de la literatura catalana, Barcelona, Montserrat, 1982.
- Sobre manuscrits i biblioteques, Barcelona, Curial, 1985.
- Lírica trobadoresca del segle XV. Joan Basset i altres poetes inèdits del Cançoner Vega-Aguiló, Valencia/Montserrat, 1988.

### Herausgebertätigkeit
- Bernat Oliver, Excitatori de la pensa a Deu, Barcelona, Barcino, 1929.
- Los mejores cuentistas españoles, 2 Bde., Madrid, Plus-Ultra, 1946.
- Tractats de cavalleria, Barcelona, Barcino, 1947.
- Ausiàs March, Poesies, 5 Bde., Barcelona, Barcino, 1952-1959.
- Miracles de la Verge Maria. Col-lecció del segle XIV, Barcelona, 1956.
- El baladro del sabio Merlín, 2 Bde., Barcelona, 1957–1962.
- Ramon Llull, Llibre de les bèsties, Barcelona, Edicions 62, 1965.
- Cançoner popular català, Barcelona, Montserrat, 1983.